# حارة بير النزيلة (صنعاء)
حارة بير النزيلة هي إحدى حارات حي شعوب بمديرية شعوب إحدى مديريات العاصمة اليمنية صنعاء، بلغ تعداد سكانها 545 نسمة حسب تعداد اليمن لعام 2004.